# WMED
WMED ist eine US-Radiostation in Portland, Maine. Sie gehört zur Maine Public Broadcasting Corporation. Der Sender operiert auf UKW 89,7 MHz mit 30 kW. WMED ging am 22. Juni 1984 als dritte Station des Netzwerkes auf Sendung.